# ORP Bolko
ORP Bolko (R-12) – polski okręt ratowniczy projektu R-30, w służbie od 1982 do 2005 roku. Jego imię nosi obecnie nowy holownik.

## Historia

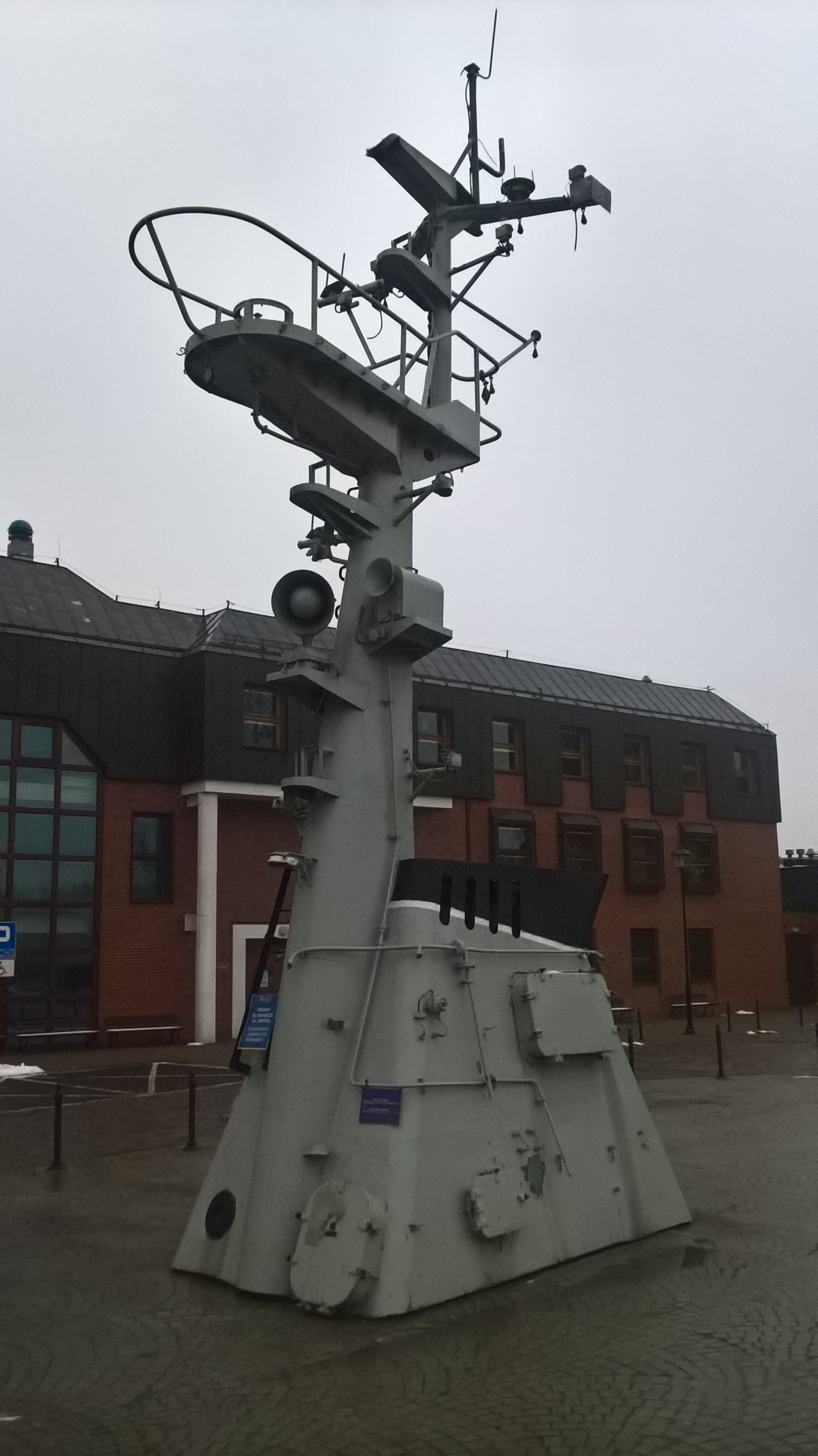
Maszt z ORP „Bolko”, zachowany na Ołowiance w Gdańsku

Okręt został zaprojektowany w Polsce i zbudowany w Stoczni  Marynarki Wojennej w Gdyni jako drugi z serii. Jego okrętami bliźniaczymi były ORP „Gniewko” i ORP „Semko”. 
Okręt powstał jako rozwinięcie „cywilnych” wersji kutrów ratowniczych projektu R-17 i R-27. Okręt przeznaczony był do zadań poszukiwawczo-ratowniczych. Wyposażony był w łódź pneumatyczną z silnikiem doczepnym, sprężarkę, działko przeciwpożarowe, komorę dekompresyjną oraz hak holowniczy wraz z wciągarką i bom ładunkowy o udźwigu do 2 ton.
W dniach 4–26 maja 1983 roku okręt wziął udział w wielkich ćwiczeniach sił Marynarki Wojennej o kryptonimie Reda-83, otrzymując wyróżnienie dowódcy MW. 8 września 1986 okręt brał udział w akcji gaśniczej promu „Jan Heweliusz”.
Został wycofany ze służby 31 maja 2005 roku.